# Apanuugak
Apanuugak na mitologia Inuit, é um herói que às vezes é descrito como um guerreiro erro-propenso que vive a velhice ou como um vilão.